# John Bainbridge
John Bainbridge, angleški astronom in zdravnik, * 1582, Ashby-de-la-Zouch, grofija Leicestershire, Anglija, † 3. november 1643, Oxford, Oxfordshire, Anglija.

## Življenje in delo
Bainbridge je najprej nekaj časa opravljal zdravniško prakso, kasneje pa je študiral astronomijo. Preselil se je v London, kjer mu je zdravniški kolegij 6. novembra 1618 podelil licentiat, univerzitetno diplomo. Tega leta je objavil spis o kometu.
Sir Henry Savile (1549–1622) je zanj leta 1610 v Oxfordu ustanovil Savileovo stolico za astronomijo. Baindridge se je pridružil Kolidžu Merton v Oxfordu. Leta 1631 je postal izredni predavatelj, leta 1635 pa starejši docent Linacreovih predavanj.
Bil je prijatelj Christopherja Heydona, pisca o astrologiji.
Napisal je deli Astronomski opis nedavnega kometa (An Astronomical Description of the late Comet) (1619) in Canicularia (1648). Prevedel je Proklovo delo De Sphaera, in Ptolemejevo delo De Planetarum Hypothesibus (1620). Več njegovih rokopisov hrani knjižnica Kolidža Trinity v Dublinu.